# Психоанализа и религија
Психоанализа и религија јесте књига немачког социолога и психолога Ериха Фрома, објављена 1950. године.

## Опис
Фром, као припадник психоанализе, процењује непрестану напетост између традиционалне религије и филозофије психоанализе, за коју многи сматрају да тумачи задовољство инстинктивних и материјалних жеља као једини животни циљ. Фром сматра да психоанализа није непријатељ религије, нити њен савезник. Она се више бави људском реалношћу иза теолошких доктрина и остварењем људских вредности, које се крију иза свих религиозних учења.
Као што доказују ово и његова друга дела, Фром је био фасциниран психолошким аспектима религије и нечим што се чинило свеприсутном потребом људи за религијом. Фром је поставио објашњење за овај феномен, на који људи реагују и који су утешени структуром и дисциплином црквене власти. Религија помаже људима да пронађу заједништво и бар мало контроле над својим животима, па је стога одбрана од осећања немоћи и усамљености. "За неке људе повратак у религију је одговор, не као чин вере, већ како би избегли недопустиву сумњу; они ову одлуку не доносе из преданости, већ у потрази за сигурношћу." (Од 1950, стр. 4) Самосвест, са својим потенцијалом да изазове акутна емоционална осећања, може бити застрашујућа и надмоћна. Религија може помоћи у ублажавању таквих страхова.
У распознавању позитивних и негативних ефеката религије на појединце, Фром је направио разлику између ауторитарних и хуманистичких религија. Ауторитарни религијски ентитети шире уверење да су људи на милост и немилост свемогућег Бога, док хуманистички промичу уверење да је Божја моћ видљива у гриви појединца. Према Фрому, ауторитарне религије омаловажавају појединца негирајући његов индивидуални идентитет, док хуманистичке пружају личну потврду и раст.
Док је Фром предвиђао могућност да религија може имати позитиван утицај у животу појединца, можда олакшавајући срећу и удобност, његова критика служи углавном за осуду, на врло основном нивоу, већине религијских редова, посебно оних који се најчешће практикују у западној култури. Сходно томе, Фромову тезу одбацује већина теолога.